# Lista dos tributários do Níger

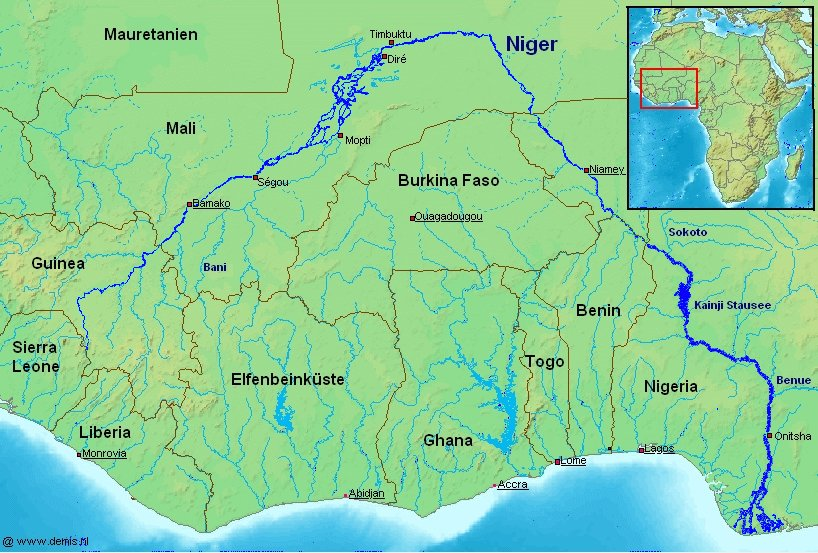

Esta é uma lista dos tributários do rio Níger, eles estão listados por nação, no ponto em que convergem do Níger.

## Benim
- Rio Alibori[1]

## Burquina Fasso
- Rio Sirba[1]

## Guiné
- Rio Tinquisso[2]

## Mali
- Rio Bani[1]
- Rio Sancarani[2]

## Níger
- Rio Mecru[1]

## Nigéria
- Rio Benué[1]
- Rio Caduna[1]
- Rio Gongola[2]
- Rio Sota[1]
- Rio Socoto[2]